# Pluralism
Pluralism är en filosofisk idé som handlar om mångfald – att det finns flera olika verkligheter, sanningar eller sätt att tänka, snarare än bara en (monism) eller två (dualism). Det kan till exempel handla om vad vi värdesätter (värdepluralism), eller om hur vi organiserar samhället (politisk pluralism).
Begreppet har olika betydelser inom metafysik, ontologi, epistemologi och logik. 

## Pluralism inom filosofin

### Metafysisk pluralism
Metafysisk pluralism är uppfattningen att det finns många olika substanser i naturen som tillsammans utgör verkligheten. 

### Ontologisk pluralism
Ontologisk pluralism syftar på olika sätt, typer eller former av varande. Ett exempel på ett ämne inom ontologisk pluralism är jämförelsen mellan existensformer hos ting som "människor" och "bilar" med sådana som "tal" och andra begrepp som används inom vetenskapen.

### Epistemologisk pluralism
Epistemologisk pluralism är ståndpunkten att det inte finns ett enhetligt sätt att närma sig sanningar om världen, utan flera. Detta förknippas ofta med pragmatism eller konceptuell, kontextuell eller kulturell relativism. Inom vetenskapsfilosofin kan det syfta på att man accepterar att flera vetenskapliga paradigm existerar samtidigt – de beskriver korrekt sina respektive områden men är ändå oförenliga. 

### Logisk pluralism
Logisk pluralism är en relativt ny uppfattning som säger att det inte finns en enda korrekt logik, eller alternativt att det finns mer än en korrekt logik. Till exempel kan klassisk logik användas i de flesta fall, men parakonsistent logik tillämpas för att hantera vissa paradoxer.

## Tillämpningar av pluralism

### Substanspluralism
Substanspluralism, som till skillnad från tron på ett urämne utgår från att det finns flera olika substanser, är en åsikt som finns dold i flera filosofers teorier, som brukar betraktas som dualister eller monister, till exempel René Descartes som menade att själen har flera substanser.

### Metodologisk pluralism
Metodologisk pluralism delas upp i svag och stark metodologisk pluralism. 
- Svag metodologisk pluralism är åsikten att vetenskapen främjas av att flera olika konkurrerande metoder används parallellt, även om det är troligt att en metod är mer rationell än den andra, se Paul Feyerabend.
- Stark metodologisk pluralism implicerar att det förekommer olika vetenskapliga metoder och att det är omöjligt att göra rationella val mellan dem. Denna ståndpunkt förknippas ibland med Thomas Kuhn och hans teorier om paradigm och paradigmskiften, men det är oklart om han stöttade synsättet.

### Värdepluralism
Värdepluralism är en värdeteoretisk åskådning som menar att det finns flera företeelser som har intrinsikalt värde, i motsats till exempelvis hedonismen som påstår att endast det psykologiska välbefinnandet har intrinsikalt värde. Värdepluralister menar således att saker kan vara värdefulla på olika sätt: till exempel är kärlek och att äta något gott inte nödvändigtvis värdefulla genom att vara bärare av samma underliggande värde.

### Politisk pluralism
Politisk pluralism är en åskådning inom den politiska filosofin med nära koppling till liberalism. Den menar att det finns en mängd olika sätt att leva meningsfulla liv, och att staten eller samhället gör bäst i att respektera dessa olikheter. I praktiken handlar det ofta om minoriteters rättigheter och individuella friheter. I en besläktad bemärkelse används ibland pluralistiska samhällen som synonym för liberala demokratier, eftersom dessa bygger på fri åsiktbildning samt tanke- och religionsfrihet.